# Manchester City Football Club 2012-2013
Questa voce raccoglie le informazioni riguardanti il Manchester City Football Club nelle competizioni ufficiali della stagione 2012-2013.

## Stagione
Nel 2012 il City si aggiudica la Community Shield contro il Chelsea campione d'Europa, che viene sconfitto per 3-2. Il 13 maggio 2013 Roberto Mancini è sollevato dall'incarico a seguito dei deludenti risultati ottenuti, tra cui l'eliminazione nella fase a gruppi di Champions e la sconfitta in finale di FA Cup col Wigan: Brian Kidd si siede in panchina per le ultime due giornate di Premier League, che vede i Citizens terminare secondi e fallire la difesa del titolo.

## Maglie e sponsor
Lo sponsor tecnico per la stagione 2012-2013 è Umbro, mentre lo sponsor ufficiale è Etihad Airways
| Casa | Trasferta | Trasferta CL | 1ª portiere | 2ª portiere |

## Rosa
Dati aggiornati al 31 gennaio 2013.
| N. |                                 | Ruolo | Calciatore                 |
| -- | ------------------------------- | ----- | -------------------------- |
| 1  | Inghilterra (bandiera)          | P     | Joe Hart                   |
| 2  | Inghilterra (bandiera)          | D     | Micah Richards             |
| 3  | Brasile (bandiera)              | D     | Maicon                     |
| 4  | Belgio (bandiera)               | D     | Vincent Kompany (capitano) |
| 5  | Argentina (bandiera)            | D     | Pablo Zabaleta             |
| 6  | Inghilterra (bandiera)          | D     | Joleon Lescott             |
| 7  | Inghilterra (bandiera)          | C     | James Milner               |
| 8  | Francia (bandiera)              | C     | Samir Nasri                |
| 10 | Bosnia ed Erzegovina (bandiera) | A     | Edin Džeko                 |
| 11 | Inghilterra (bandiera)          | C     | Scott Sinclair             |
| 13 | Serbia (bandiera)               | D     | Aleksandar Kolarov         |
| 14 | Spagna (bandiera)               | C     | Javi García                |
| 16 | Argentina (bandiera)            | A     | Sergio Agüero              |
| 17 | Inghilterra (bandiera)          | D     | Jack Rodwell               |

| N. |                           | Ruolo | Calciatore                 |
| -- | ------------------------- | ----- | -------------------------- |
| 18 | Inghilterra (bandiera)    | C     | Gareth Barry               |
| 21 | Spagna (bandiera)         | C     | David Silva                |
| 22 | Francia (bandiera)        | D     | Gaël Clichy                |
| 28 | Costa d'Avorio (bandiera) | D     | Kolo Touré                 |
| 29 | Inghilterra (bandiera)    | P     | Richard Wright             |
| 30 | Romania (bandiera)        | P     | Costel Pantilimon          |
| 32 | Argentina (bandiera)      | A     | Carlos Tévez               |
| 33 | Serbia (bandiera)         | D     | Matija Nastasić            |
| 42 | Costa d'Avorio (bandiera) | C     | Yaya Touré (vice capitano) |
| 43 | Inghilterra (bandiera)    | A     | Alex Nimely                |
| 45 | Italia (bandiera)         | A     | Mario Balotelli            |
| 60 | Svezia (bandiera)         | A     | John Guidetti              |
| 62 | Costa d'Avorio (bandiera) | C     | Abdul Razak                |

## Calciomercato

### Sessione estiva (dall'1/7 all'1/9)
| Arrivi | Arrivi           | Arrivi       | Arrivi                                           |
| R.     | Nome             | da           | Modalità                                         |
| ------ | ---------------- | ------------ | ------------------------------------------------ |
| C      | Vladimír Weiss   | Espanyol     | fine prestito                                    |
| D      | Wayne Bridge     | Sunderland   | fine prestito                                    |
| A      | Roque Santa Cruz | Real Betis   | fine prestito                                    |
| A      | John Guidetti    | Feyenoord    | fine prestito                                    |
| D      | Jack Rodwell     | Everton      | definitivo (15 milioni €)                        |
| P      | Richard Wright   |              | svincolato                                       |
| D      | Maicon           | Inter        | definitivo (4,5 milioni €) + bonus (3 milioni €) |
| A      | Scott Sinclair   | Swansea City | definitivo (7,8 milioni €)                       |
| C      | Javi García      | Benfica      | definitivo (20,2 milioni €)                      |
| D      | Matija Nastasić  | Fiorentina   | definitivo (15,2 milioni €)                      |

| Partenze | Partenze          | Partenze        | Partenze                    |
| R.       | Nome              | a               | Modalità                    |
| -------- | ----------------- | --------------- | --------------------------- |
| C        | David Pizarro     | Roma            | fine prestito               |
| P        | Stuart Taylor     |                 | svincolato                  |
| C        | Ahmad Benali      | Brescia         | svincolato                  |
| C        | Owen Hargreaves   |                 | svincolato                  |
| D        | Wayne Bridge      | Brighton        | prestito                    |
| A        | Harry Bunn        | Crewe Alexandra | prestito                    |
| C        | Vladimír Weiss    | Pescara         | definitivo (1,8 milioni €)  |
| C        | Abdisalam Ibrahim | Strømsgodset    | prestito                    |
| A        | Emmanuel Adebayor | Tottenham       | definitivo (6,4 milioni €)  |
| C        | Adam Johnson      | Sunderland      | definitivo (12,6 milioni €) |
| C        | Mohammed Abu      | Rayo Vallecano  | prestito                    |
| C        | Nigel de Jong     | Milan           | definitivo (3,5 milioni €)  |
| D        | Stefan Savić      | Fiorentina      | definitivo (0 €)            |
| A        | Roque Santa Cruz  | Malaga          | prestito                    |
| D        | Dedryck Boyata    | Twente          | prestito                    |
| C        | Abdul Razak       | Charlton        | prestito                    |

### Sessione invernale (dal 1/1 al 31/1)
| Acquisti | Acquisti | Acquisti | Acquisti |
| R.       | Nome     | da       | Modalità |
| -------- | -------- | -------- | -------- |

| Partenze | Partenze        | Partenze       | Partenze                  |
| R.       | Nome            | a              | Modalità                  |
| -------- | --------------- | -------------- | ------------------------- |
| P        | Gunnar Nielsen  |                | svincolato                |
| D        | Jérémy Hélan    | Sheffield Weds | prestito                  |
| D        | Reece Wabara    | Blackpool      | prestito                  |
| C        | Michael Johnson |                | svincolato                |
| A        | Mario Balotelli | Milan          | definitivo (20 milioni €) |
| A        | Alex Nimely     | Crystal Palace | prestito                  |

## Risultati

### Community Shield
| Arbitro: | Kevin Friend |

|                         |           |                                 |
| Torres 40’ Bertrand 80’ | Marcatori | 53’ Y.Touré 59’ Tévez 65’ Nasri |

### Premier League
| Arbitro: | Howard Webb |

|                               |           |                       |
| Tévez 40’ Džeko 72’ Nasri 80’ | Marcatori | 59’ Lambert 68’ Davis |

| Arbitro: | Andre Marriner |

|                       |           |                       |
| Škrtel 34’ Suárez 66’ | Marcatori | 63’ Y.Touré 80’ Tévez |

| Arbitro: | Chris Foy |

|                                   |           |            |
| Y.Touré 16’ Džeko 61’ Tévez 90+3’ | Marcatori | 59’ Zamora |

| Arbitro: | Mark Clattenburg |

|            |           |                 |
| Crouch 15’ | Marcatori | 35’ Javi García |

| Arbitro: | Mike Dean |

|             |           |               |
| Lescott 40’ | Marcatori | 82’ Koscielny |

| Arbitro: | Mark Halsey |

|                   |           |                      |
| Petrić 10’ (rig.) | Marcatori | 43’ Agüero 87’ Džeko |

| Arbitro: | Lee Probert |

|                                  |           |  |
| Kolarov 5’ Agüero 60’ Milner 89’ | Marcatori |  |

| Arbitro: | Mark Clattenburg |

|          |           |                  |
| Long 67’ | Marcatori | 80’, 90+2’ Džeko |

| Arbitro: | Martin Atkinson |

|           |           |  |
| Tévez 61’ | Marcatori |  |

| Londra 3 novembre 2012, ore 17:30 GMT 10ª giornata | West Ham United | 0 – 0 referto | Manchester City | Upton Park (35.005 spett.)\| Arbitro: \| Howard Webb \| |
| Arbitro:                                           | Howard Webb     |               |                 |                                                         |

| Arbitro: | Michael Oliver |

|                      |           |             |
| Agüero 65’ Džeko 88’ | Marcatori | 21’ Caulker |

| Arbitro: | Jon Moss |

|                                                        |           |  |
| Silva 43’ Agüero 54’ (rig.), 67’ Tévez 65’ (rig.), 74’ | Marcatori |  |

| Londra 25 novembre 2012, ore 16:00 GMT 13ª giornata | Chelsea   | 0 – 0 referto | Manchester City | Stamford Bridge (41.792 spett.)\| Arbitro: \| Chris Foy \| |
| Arbitro:                                            | Chris Foy |               |                 |                                                            |

| Arbitro: | Mark Halsey |

|  |           |                          |
|  | Marcatori | 69’ Balotelli 72’ Milner |

| Arbitro: | Lee Probert |

|                  |           |              |
| Tévez 43’ (rig.) | Marcatori | 33’ Fellaini |

| Arbitro: | Martin Atkinson |

|                          |           |                                  |
| Y.Touré 60’ Zabaleta 86’ | Marcatori | 16’, 29’ Rooney 90+2’ van Persie |

| Arbitro: | Andre Marriner |

|        |           |                                        |
| Ba 51’ | Marcatori | 10’ Agüero 39’ Javi García 78’ Y.Touré |

| Arbitro: | Mike Dean |

|             |           |  |
| Barry 90+3’ | Marcatori |  |

| Arbitro: | Mike Jones |

|                                |           |                                         |
| Pilkington 15’ Martin 63’, 75’ | Marcatori | 2’, 4’ Džeko 50’ Agüero 67’ (aut.) Bunn |

| Arbitro: | Kevin Friend |

|             |           |  |
| Johnson 53’ | Marcatori |  |

| Arbitro: | Michael Oliver |

|                                          |           |  |
| Zabaleta 43’ Džeko 56’ Agüero 74’ (rig.) | Marcatori |  |

| Arbitro: | Mike Dean |

|  |           |                      |
|  | Marcatori | 21’ Milner 32’ Džeko |

| Arbitro: | Jon Moss |

|               |           |  |
| Silva 2’, 69’ | Marcatori |  |

| Londra 29 gennaio 2013, ore 19:45 GMT 24ª giornata | Queens Park Rangers | 0 – 0 referto | Manchester City | Loftus Road (17.894 spett.)\| Arbitro: \| Phil Dowd \| |
| Arbitro:                                           | Phil Dowd           |               |                 |                                                        |

| Arbitro: | Anthony Taylor |

|                      |           |                           |
| Džeko 23’ Agüero 78’ | Marcatori | 29’ Sturridge 73’ Gerrard |

| Arbitro: | Martin Atkinson |

|                                        |           |           |
| Puncheon 7’ Davis 22’ Barry 48’ (aut.) | Marcatori | 39’ Džeko |

| Arbitro: | Andre Marriner |

|                       |           |  |
| Y.Touré 63’ Tévez 85’ | Marcatori |  |

| Arbitro: | Mike Dean |

|  |           |             |
|  | Marcatori | 45+1’ Tévez |

| Arbitro: | Lee Probert |

|                         |           |  |
| Osman 32’ Jelavić 90+3’ | Marcatori |  |

| Arbitro: | Neil Swarbrick |

|                                                    |           |  |
| Tévez 41’ Silva 45+2’ Kompany 56’ Perch 69’ (aut.) | Marcatori |  |

| Arbitro: | Mike Dean |

|                    |           |                       |
| Kompany 59’ (aut.) | Marcatori | 51’ Milner 78’ Agüero |

| Arbitro: | Jon Moss |

|           |           |  |
| Tévez 83’ | Marcatori |  |

| Arbitro: | Lee Mason |

|                                |           |          |
| Dempsey 75’ Defoe 79’ Bale 82’ | Marcatori | 5’ Nasri |

| Arbitro: | Howard Webb |

|                        |           |               |
| Agüero 29’ Y.Touré 83’ | Marcatori | 90+4’ Carroll |

| Swansea 4 maggio 2013, ore 15:00 BST 35ª giornata | Swansea City | 0 – 0 | Manchester City | Liberty Stadium (20.242 spett.)\| Arbitro: \| Mike Jones \| |
| Arbitro:                                          | Mike Jones   |       |                 |                                                             |

| Arbitro: | Phil Dowd |

|           |           |  |
| Džeko 35’ | Marcatori |  |

| Arbitro: | Martin Atkinson |

|  |           |                      |
|  | Marcatori | 40’ Agüero 88’ Džeko |

| Arbitro: | Mark Halsey |

|                  |           |                                    |
| Rodwell 29’, 59’ | Marcatori | 26’ Pilkington 54’ Holt 65’ Howson |

### FA Cup
| Arbitro: | Phil Dowd |

|                               |           |  |
| Tévez 24’ Barry 44’ Lopes 90’ | Marcatori |  |

| Arbitro: | Howard Webb |

|  |           |              |
|  | Marcatori | 85’ Zabaleta |

| Arbitro: | Mark Clattenburg |

|                                             |           |  |
| Y.Touré 6’ Agüero 16’ (rig.), 74’ Tévez 51’ | Marcatori |  |

| Arbitro: | Anthony Taylor |

|                                           |           |  |
| Tévez 11’, 31’, 50’ Kolarov 29’ Silva 65’ | Marcatori |  |

| Arbitro: | Chris Foy |

|        |           |                      |
| Ba 66’ | Marcatori | 35’ Nasri 47’ Agüero |

| Arbitro: | Andre Marriner |

|  |           |              |
|  | Marcatori | 90+1’ Watson |

### Football League Cup
| Arbitro: | Phil Dowd |

|                           |           |                                                    |
| Balotelli 27’ Kolarov 64’ | Marcatori | 59’ (aut.) Barry 70’, 113’ Agbonlahor 96’ N'Zogbia |

### Champions League

#### Fase a gironi
| Arbitro: | Damir Skomina |

|                                       |           |                       |
| Marcelo 76’ Benzema 87’ C.Ronaldo 90’ | Marcatori | 68’ Džeko 85’ Kolarov |

| Arbitro: | Pavel Královec |

|                      |           |          |
| Balotelli 90’ (rig.) | Marcatori | 61’ Reus |

| Arbitro: | Svein Oddvar Moen |

|                                       |           |           |
| de Jong 45’ Moisander 57’ Eriksen 68’ | Marcatori | 22’ Nasri |

| Arbitro: | Peter Rasmussen |

|                        |           |                  |
| Y.Touré 22’ Agüero 74’ | Marcatori | 10’, 17’ de Jong |

| Arbitro: | Gianluca Rocchi |

|                   |           |             |
| Agüero 73’ (rig.) | Marcatori | 10’ Benzema |

| Arbitro: | Milorad Mažić |

|              |           |  |
| Schieber 57’ | Marcatori |  |